# Fabri Ferenc
Fabri Ferenc (Léva, 1726. augusztus 10. – Zsigárd, 1791. október 1.) jezsuita rendi pap, tanár, költő, hitszónok.

## Élete
1743-ban Bécsben a rendbe lépett. Fölszentelése után több évig hitszónok és hittérítő volt Magyarországon. 1753-ban Kassán a verstan tanára; a rend feloszlatása (1773) után zsigárdi plébános és lévai egyházkerület alesperese volt.

## Munkája
- Locumtenentes Hungariae sub Regibus Austriacis. Cassoviae, 1752 (elegiacus versben)